# Tianjin Tigers Football Club
Pour les articles homonymes, voir Teda.
Maillots
Actualités
Le Tianjin Tigers Football Club (en chinois : 天津泰达足球俱乐部, pinyin : Tiānjīn tàidá), plus couramment abrégé en Tianjin Tigers, est un club chinois de football fondé en 1951 et basé dans la ville de Tianjin.
TEDA siginifie Tianjin Economic and Technological Development Area.

## Histoire du club

### Historique des noms
- 1957 : le club est nommé Tianjin City FC (天津市足球队)
- 1993 : le club est renommé Tianjin FC (天津足球俱乐部)
- 1995 : le club est renommé Tianjin Samsung (天津三星)
- 1997 : le club est renommé Tianjin Lifei (天津立飞)
- 1998 : le club est renommé Tianjin TEDA (天津泰达)
- 2000 : le club est renommé Tianjin Teda Dingxin
- 2001 : le club est renommé Tianjin TEDA CEC
- 2002 : le club est renommé Tianjin TEDA (天津泰达)
- 2020 : le club est renommé Tianjin Tigers Football Club

## Stade
Minyuan Stadium（1998－2007）et TEDA Football Stadium（2004-Aujourd'hui）。Centre olympique de Tianjin(2010-Aujourd'hui)
|  |  |

Le TEDA Football Stadium (sinogrammes : 泰达足球场) est un stade de football professionnel situé à Tianjin, en République populaire de Chine. Son club résident actuel est le Tianjin TEDA, qui évolue en Chinese Super League. Sa capacité est de 37 450 places. Il a été construit en 2004.
Le stade est situé dans la Zone de développement économique et technologique de Tianjin (Tianjin Economic-technological Development Area, TEDA) et a été dessiné par Peddle Thorp, un cabinet d'architectes australien.

## Personnalités du club

### Présidents du club
- Dong Wengsheng

### Entraîneurs du club
| - Liu Shifan (1951) - Li Chaogui (1956) - Shao Xiankai (1957 - 1959) - Zeng Xuelin (1959 - 1972) - Sun Xiafeng (1973 - 1975) - Shen Furu (1975 - 1977) - Yan Dejun (1977 - 1987) - Shen Furu (1988 - 1990) - Zhang Yanan (1991) - Zuo Shusheng (1er janvier 1992 - 31 décembre 1992) - Shen Furu (1993) - Lin Xinjiang (1994 - 1996) - Zuo Shusheng (1996 - 1997) - Chen Jingang (1997) - Lin Xinjiang (1998) - Osvaldo Gimenez (1998) - Jin Zhiyang (1999 - 2000) - Liu Junhong (2000) | - Nelson Agresta (2000 - 2002) - Giuseppe Materazzi (2003) - Liu Junhong (2003) - Qi Wusheng (2004) - Liu Chunming (2004 - 2006) - Jozef Jarabinský (2007 - 2008) - Zuo Shusheng (14 mai 2008 - 1er décembre 2009) - Arie Haan (1er décembre 2009 - 31 décembre 2011) - Josip Kuže (1er janvier 2012 - 27 mai 2012) - Alexandre Guimarães (1er juin 2012 - 31 décembre 2013) - Arie Haan (12 janvier 2014 - 18 décembre 2015) - Dragan Okuka (18 décembre 2015 - 1er août 2016) - Jaime Pacheco (2 août 2016 - 30 mai 2017) - Lee Lim-saeng (30 mai 2017 - 7 juillet 2017) - Lee Lim-saeng (7 juillet 2017 - 14 août 2017) - Chi Rongliang (14 août 2017 - 10 septembre 2017) - Uli Stielike (11 septembre 2017 - 19 août 2020) - Wang Baoshan (19 août 2020 -) |

### Joueurs du club

#### Anciens joueurs du club
- Mark Bridge (2009)
- Aliaksandr Khatskevich (2004)
- José Ortiz (1999)
- Ricardo Otacilio Emerson (2000-05)
- Éber Luís (2008–09)
- Jorjão (2002–03)
- Osvaldo Kosinski (1996–98)
- José Luis Villanueva (2010)
- Zuo Shusheng (1978–88)
- Wang Jun (1991–98)
- Yu Genwei (1992-05)
- Liu Yunfei (1998-05)
- Jiang Jin (2000-02)
- Hao Junmin (2004–09)
- Zhang Xiaorui (1999-2004)
- Zola Kiniambi (1998)
- Darko Matić (2007–08)
- Jurica Vučko (2007)
- Stig Tøfting (2003)
- Jean-Philippe Caillet (2009)
- Zsombor Kerekes (2003)
- Damiano Tommasi (2009)
- Benedict Akwuegbu (2006)
- Javier Espinola (1997)
- Ionel Gane (2004)
- Bogdan Mara (2003–04)
- Nenad Vanić (2003)
- Marko Zorić (2005–06), (2010-)
- Bennett Mnguni (2005)
- Ahmet Dursun (2004)
- Marcelo de Souza (2001)
- Claudio Elías (2001)
- Juan Ferreri (1999-00)
- Rodrigo Lemos (1998)
- Gustavo Matosas (1999-01)
- Adrián Paz (1999)
- Zaynitdin Tadjiyev (2009)
- Farhod Tojiyev (2010)

## Résultats sportif

### Palmarès
| Équipe une | Équipe réserve                                                                                     | Équipe -19 ans                     | Équipe -15 ans                                  |
| --- | -------------------------------------------------------------------------------------------------- | ---------------------------------- | ----------------------------------------------- |
| - Championnat de Chine (3) : - Champion : 1960, 1980 et 1983. - Coupe de Chine (2) : - Vainqueur : 1960 et 2011. - Championnat de Chine D2 (1) : - Champion : 1998. | - Ligue Olympique Coca-Cola (1) : - Champion : 1996. - Ligue des réserves (1) : - Champion : 2007. | - FA Cup (1) : - Vainqueur : 2005. | - Coupe des Champions (1) : - Vainqueur : 2006. |

### Résultats par saison
Rang dans toutes les ligues

Pas de matchs de championnat en 1959, entre 1966/1972 et 1975, Tanjin n'a pas participé en 1992 mais a gardé sa place dans la ligue.
- 1re place en 1976 : Phase de groupe

- 1re place en 1983 : Ligue du Nord

 Résultats FA Cup 
| Saison    | 1956       | 1960      | 1984 | 1985 | 1986 | 1990            | 1991            | 1992        | 1995         | 1996        |
| --------- | ---------- | --------- | ---- | ---- | ---- | --------------- | --------------- | ----------- | ------------ | ----------- |
| Résultats | Finalistes | Champions | 4e   | 5e   | 6e   | Phase de Groupe | Phase de Groupe | Second Tour | Premier Tour | Second Tour |

| Saison    | 1997        | 1998        | 1999         | 2000        | 2001             | 2002             | 2003                | 2004        | 2005         | 2006             |
| --------- | ----------- | ----------- | ------------ | ----------- | ---------------- | ---------------- | ------------------- | ----------- | ------------ | ---------------- |
| Résultats | Second Tour | Second Tour | Premier Tour | Second Tour | Quarts de Finale | Quarts de Finale | Seizièmes de Finale | Second Tour | Premier Tour | Quarts de Finale |

 Résultats CSL Cup 
| Saison    | 2004        | 2005         |
| --------- | ----------- | ------------ |
| Résultats | Demi-finale | Premier Tour |

### Bilan saison par saison
| Saison | D1  | Points | Journée | Vic. | Nuls | Déf. | B.P. | B.C. | Diff. |
| ------ | --- | ------ | ------- | ---- | ---- | ---- | ---- | ---- | ----- |
| 2018   | 14e | 32 pts | 30      | 8    | 8    | 14   | 41   | 54   | -13   |
| 2017   | 13e | 31 pts | 30      | 8    | 7    | 15   | 30   | 49   | -19   |
| 2016   | 11e | 36 pts | 30      | 9    | 9    | 12   | 38   | 50   | -12   |
| 2015   | 13e | 31 pts | 30      | 7    | 10   | 13   | 39   | 46   | -7    |
| 2014   | 7e  | 39 pts | 30      | 10   | 9    | 11   | 41   | 44   | -3    |
| 2013   | 11e | 34 pts | 30      | 11   | 7    | 12   | 35   | 39   | -4    |
| 2012   | 8e  | 40 pts | 30      | 10   | 10   | 10   | 29   | 30   | -1    |
| 2011   | 10e | 37 pts | 30      | 8    | 13   | 9    | 37   | 41   | -4    |
| 2010   | 2e  | 50 pts | 30      | 13   | 11   | 6    | 37   | 29   | +8    |
| 2009   | 6e  | 45 pts | 30      | 12   | 9    | 9    | 36   | 29   | +7    |
| 2008   | 4e  | 57 pts | 30      | 16   | 9    | 5    | 54   | 29   | +25   |
| 2007   | 6e  | 44 pts | 28      | 12   | 8    | 8    | 31   | 22   | +9    |
| 2006   | 6e  | 40 pts | 28      | 10   | 10   | 8    | 40   | 38   | +2    |
| 2005   | 4e  | 49 pts | 26      | 14   | 7    | 5    | 48   | 26   | +22   |
| 2004   | 6e  | 29 pts | 22      | 7    | 8    | 7    | 28   | 29   | -1    |

## Identité du club

### Historique du logo

2007-2020 Tianjin Teda (天津泰达)
Depuis 2020 Tianjin Tigers (天津泰达)